# Tongaichthys
Tongaichthys is een monotypisch geslacht van straalvinnige vissen uit de familie van slangmakrelen (Gempylidae).

## Soort
- Tongaichthys robustus Nakamura & Fujii, 1983